# فأس II (فلم)
فأس II (بالإنجليزية: Hatchet II) هو فيلم رعب تم إنتاجه في الولايات المتحدة، وصدر سنة 2010 بطولة كين هودر ودانييل هاريس وتوني تود، وهو الجزء الثاني من سلسلة أفلام الرعب فأس.

## القصة
تتمكن في الجزء الاول «ماربيث» من النجاة من «فيكتور كراولي»، وتعود هذه المرة برفقة عدد من الصيادين بهدف إنهاء اسطورة «فيكتور كراولي».

## الميزانية والإيرادات
حقق الفيلم ميزانية تقدر بـ 156,190 دولار.

## روابط خارجية
- مقالات تستعمل روابط فنية بلا صلة مع ويكي بيانات